# عروس چکمه‌پوش (فیلم)
عروس چکمه‌پوش (انگلیسی: The Bride Wore Boots) فیلمی در ژانر کمدی رمانتیک به کارگردانی اروینگ پیکل است که در سال ۱۹۴۶ منتشر شد.

## بازیگران
- باربارا استانویک در نقش سالی وارن
- رابرت کامینگز در نقش جف وارن
- دیانا لین در نقش مری لو مدفورد
- رابرت بنچلی در نقش عمو تاد
- ناتالی وود در نقش کارول وارن
- پاتریک نولز در نقش لنس گیل
- مائه بوش
- پگی وود